# Кукліло білочеревий
Куклі́ло білочеревий (Coccyzus euleri) — вид зозулеподібних птахів родини зозулевих (Cuculidae). Мешкає в Південній Америці. Вид названий на честь швейцарського орнітолога Карла Ейлера.

## Опис
Довжина птаха становить 25-28 см, вага 53 г. Верхня частина тіла коричнева, нижня частина тіла біла, хвіст чорнуватий, стернові пера на кінці білі. Очі карі, навколо очей жовтуваті кільця. Дзьоб зверху жовтувато-оранжевий, знизу чорний.

## Поширення і екологія
Білочереві кукліло мешкають в на півночі і сході Колумбії, у Венесуелі, Гаяні, Суринамі, Французькій Гвіані, Бразилії, на заході і в центрі  Болівії, на сході Парагваю та на північному сході Аргентини, трапляються в Перу. Вони живуть у вологих рівнинних тропічних лісах, на узліссях і галвинах, у вологих і сухих чагарникових заростях та в рідколіссях. Зустрічаються на висоті до 900 м над рівнем моря, місцями на висоті до 2000 м над рівнем моря.